# Pseudoneureclipsis anakselan
Pseudoneureclipsis anakselan är en nattsländeart som beskrevs av Malicky 1995. Pseudoneureclipsis anakselan ingår i släktet Pseudoneureclipsis och familjen fångstnätnattsländor. Inga underarter finns listade i Catalogue of Life.